# Michael Bloomfield
Michael Bernard „Mike“ Bloomfield (* 28. Juli 1943 in Chicago, Illinois; † 15. Februar 1981 in San Francisco, Kalifornien) war ein US-amerikanischer Blues- und Bluesrock-Gitarrist.

## Karriere
Schon mit 14 Jahren war Bloomfield Gast in den Blues-Clubs der Chicago South-Side. Hier stieg er regelmäßig in Jam-Sessions mit seinen Idolen wie Muddy Waters, Otis Spann, Howlin’ Wolf ein. Dabei lernte er auch gleichgesinnte Weiße wie Nick Gravenites und Charlie Musselwhite kennen, mit denen er später immer wieder zusammenspielen sollte.
Mitte der 1960er Jahre spielte er mit The Butterfield Blues Band, er war auch an deren gleichnamigem ersten Album beteiligt. Er arbeitete für Bob Dylan und spielte E-Gitarre auf dessen Album Highway 61 Revisited. Er trat 1965 mit ihm auf dem Newport Folk Festival auf, wo sich das Folk-Publikum jedoch über die elektrisch verstärkte Rockband aufregte. 1967 war Bloomfield Mitbegründer der Gruppe The Electric Flag, die allerdings bereits ein Jahr später wieder auseinanderbrach. Mit Al Kooper spielte Bloomfield 1968 eine Seite der Platte Super Session ein, auf der anderen Seite war Stephen Stills neben Al Kooper zu hören. Die Platte erreichte Platz 12 der US-amerikanischen LP-Charts. Sie wurde im Dezember 1970 in den USA mit einer Goldenen Schallplatte ausgezeichnet. Ein Jahr später gelangten Bloomfield und Kooper mit The Live Adventures of Mike Bloomfield and Al Kooper bis auf Platz 18. Beide Alben waren damit kommerziell erfolgreicher als die Alben der Butterfield Blues Band und von Electric Flag.
Ende der 1960er zog er sich nach San Francisco zurück, wo er gelegentlich mit seinen alten Kumpels als Bloomfield and Friends auftrat und einige Platten aufnahm. In dieser Zeit lebte er überwiegend von der Produktion von Soundtracks für Porno-Filme, er lieferte aber 1969 auch den Soundtrack für Haskell Wexlers Medium Cool und war 1973 zusammen mit Paul Butterfield und Nick Gravenites an der Musik für den Film Steelyard Blues beteiligt. Mitte der 1970er verlegte er sich auf eher traditionellen akustischen Blues. In den späten 1970er Jahren kämpfte er zunehmend mit gesundheitlichen Problemen und seiner Drogensucht. Am 15. Februar 1981 starb er in San Francisco an einer Überdosis Heroin.
Mike Bloomfield wurde in die Liste der 100 Greatest Guitarists of All Time des Rolling Stone Magazine auf Platz 42 aufgenommen. In einer Liste aus dem Jahr 2003 hatte er Rang 22 belegt.
Im Januar 2014 erschien unter dem Titel From His Head To His Heart To His Hands eine umfassende Werkschau, bestehend aus drei CDs plus einer DVD.